# Cass County, Iowa
Cass County är ett administrativt område i delstaten Iowa, USA, med 13 956 invånare. Den administrativa huvudorten (county seat) är Atlantic.

## Geografi
Enligt United States Census Bureau har countyt en total area på 1 463 km². 1 461 km² av den arean är land och 3 km² är vatten.

### Angränsande countyn
- Audubon County - nord
- Adair County - öst
- Adams County - sydost
- Montgomery County - sydväst
- Pottawattamie County - väst
- Shelby County - nordväst

### Orter
- Anita
- Atlantic (huvudort)
- Cumberland
- Griswold
- Lewis
- Marne
- Massena
- Wiota